# Monterrey Open 2025
Monterrey Open 2025 (cunoscut și ca Abierto GNP Seguros din motive de sponsorizare) este un turneu de tenis feminin care se joacă pe terenuri dure în aer liber. Este cea de-a 17-a ediție și face parte din categoria WTA 250 a Circuitul WTA 2024. Are loc la Club Sonoma din Monterrey, Mexic, în perioada 18–23 august 2025.

## Campioni

### Simplu
Pentru mai multe informații consultați Monterrey Open 2025 – Simplu

### Dublu
Pentru mai multe informații consultați Monterrey Open 2025 – Dublu

## Puncte și premii în bani

### Distribuția punctelor
| Probă  | Câștigător | Finalist | Semifinalist | Sfertfinalist | Runda 2 | Runda 1 | Q   | Q2  | Q1  |
| Simplu | 500        | 325      | 195          | 108           | 32      | 1       | 25  | 13  | 1   |
| Dublu  | 500        | 325      | 195          | 108           | 1       | N/A     | N/A | N/A | N/A |

### Premii în bani
| Probă  | Câștigător | Finalist  | Semifinalist | Sfertfinalist | Runda 2  | Runda 1  | Q2      | Q1      |
| Simplu | 164.000 $  | 101.000 $ | 59.005 $     | 31.100 $      | 15.825 $ | 11.300 $ | 9.300 $ | 5.590 $ |
| Dublu* | 54.300 $   | 33.000 $  | 19.160 $     | 9.840 $       | 6.000 $  | N/A      | N/A     | N/A     |

*per echipă